# 学生食堂
学生食堂（がくせいしょくどう）とは、大学、高等学校などの学校構内に設けられた、学生に飲食物を提供する食堂。略して学食（がくしょく）とも呼ばれる。

## 日本の学生食堂

### 概要

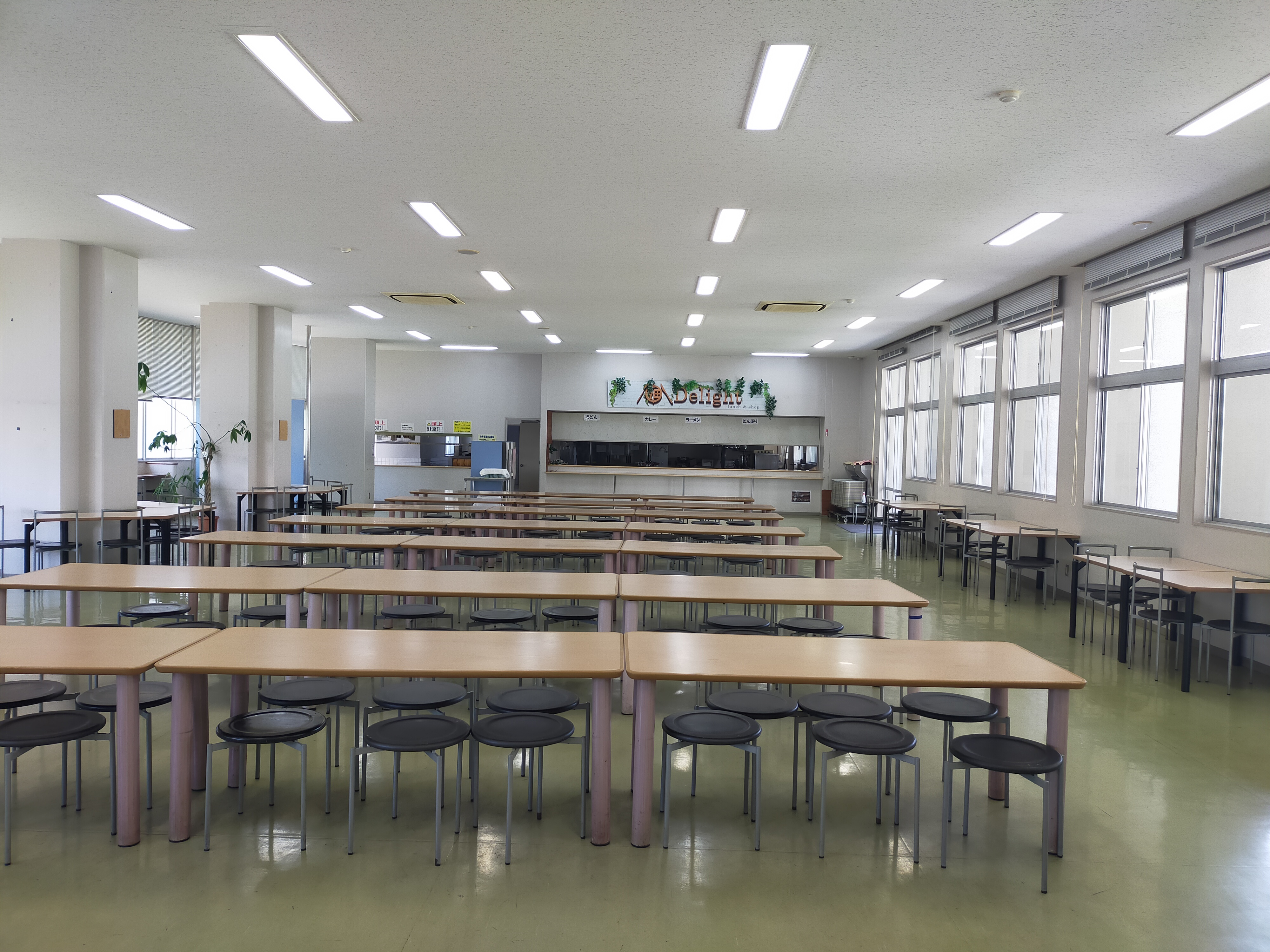
日本の高校の学生食堂
（福岡県立修猷館高等学校）

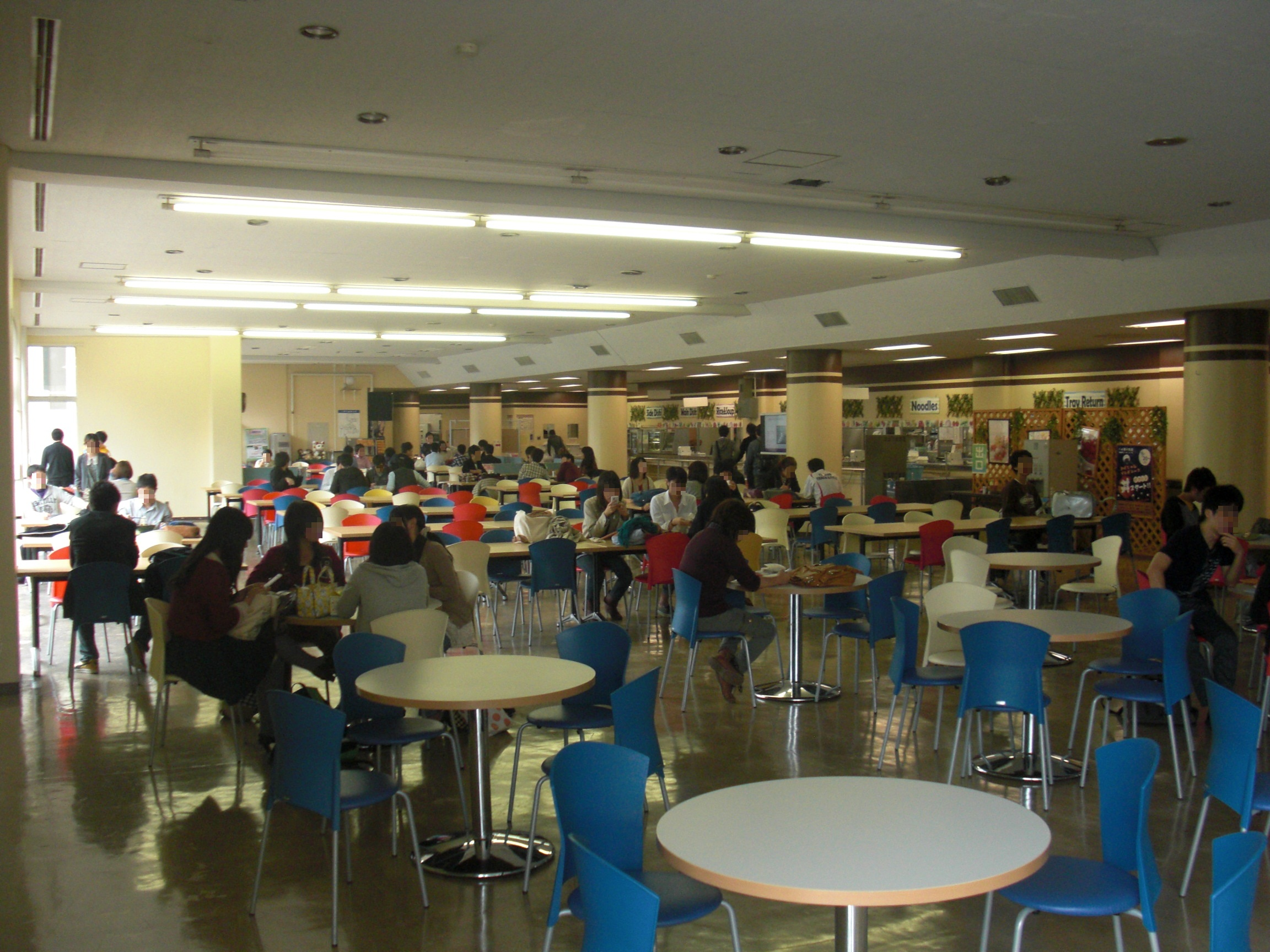
日本の大学の学生食堂
（筑波大学第1エリア食堂）

特徴として、カフェテリア方式やセルフサービスによる人件費の軽減や、安価な食材を大量に仕入れるなどの合理的な運営により、比較的安価な飲食物を提供する点が挙げられる事があるが、その一方で外食チェーン店やレストランを導入し「おいしい高級グルメ」を提供する学生食堂もある。
「ミールカード」や「ミールチケット」の名称で食堂の年間利用券などを発行している学生食堂もあり、学生の食生活を支えている。東北大学や宮城教育大学のように、学生の食習慣の改善を狙って朝食を積極的に提供する大学もある。
2019年（令和元年）末からの新型コロナウイルスの感染拡大により、各地の大学で学生食堂の閉鎖や休業、営業時間短縮を余儀なくされた。

### 一般に知られている学生食堂例
以下は、主な一覧である。
- 「第一食堂」（東京都選定歴史的建造物）（立教大学）
- 「ヒルトップ’78」）（中央大学多摩キャンパス）
- 「スカイラウンジ暁」（明治大学駿河台キャンパス リバティタワー17階）
- 「カフェレストラン〜アマーク・ド・パラディ寒梅館〜」（同志社大学今出川キャンパス）
- 「ステーキハウス三田屋」（関西学院大学）
- 「焼きたてパン「つきのき」」（京都大学桂キャンパス）
- 「フレンチレストラン・ラ・トゥール」（京都大学吉田キャンパス）
- 「フレンチレストラン・ルヴェ・ソン・ヴェール・駒場」（東京大学駒場キャンパス）
- 「展望ラウンジ『Stop Over』「第一食堂カルフール」（神奈川大学横浜キャンパス）
  - 「Stop Over」では夜間の営業時間にはアルコール類を提供。ボトルキープも可能である。双方ともテレビ番組・雑誌で紹介されている。
- 「GINZAスエヒロ」（流通経済大学新松戸キャンパス）
- 「カフェプチラディッシュ」（東京農業大学世田谷キャンパス）
- 「昭和大学タワーレストラン」昭和大学病院（品川区）最上階にある。帝国ホテルが運営。
- 「ファカルティラウンジ」（二松學舍大学九段キャンパス 13階）
- 名称なし（高知工業高等専門学校 1階）
- クラーク会館（北海道大学）
- 「西南クロスプラザ」（西南学院大学）
- 「山食」（慶應義塾大学三田キャンパス）

### 学生食堂の設置目的
学生食堂は、学生に栄養バランスの食事を提供する場である一方で、授業の空き時間などを快適に過ごすための空間としても用いられる。
学生のための食堂としては、すでに1868年（慶応4年）に福澤諭吉が自らの塾を慶應義塾と命名したときから存在し、塾生はそこで単に食事をとるだけでなく西洋式のマナーも学んだとされる。
1938年（昭和13年）、東京都下の繁華街で不良大学生などの取締りが行われ約4000人が検挙。事態を重く見た末次内相は（学生が堕落の原因となるダンスホール、麻雀倶楽部、浮薄な外国映画などに行かないよう）学校には当然、食堂と休憩場所を設けるべきだと言及する出来事もあった。

## 欧米の学生食堂

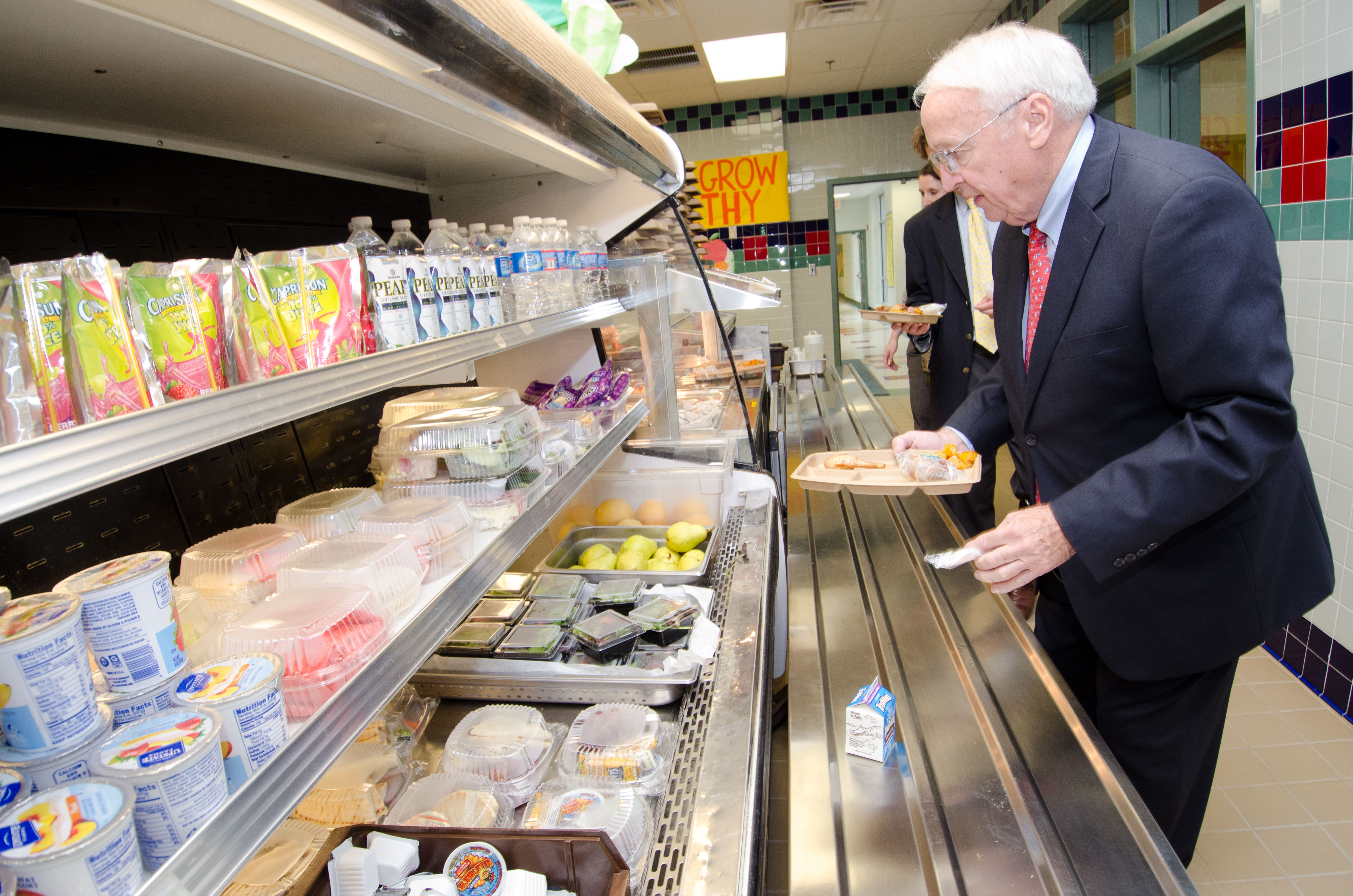
アメリカにて（バージニア州）

### ドイツ
ドイツでは大学の学生食堂のことをメンザと呼ぶ。

### アメリカ
アメリカ合衆国の大学の学生食堂はビュッフェスタイルが主流となっている。しかし、学生には余分に盛りつけてしまう傾向があるため、トレーを廃止するトレーレス・ダイニングを導入している大学も多い。
全米に知られる学生食堂にスプリングフィールド大学の学生食堂Cheneyがあり、ビュッフェ形式で朝昼晩3食がとれるようになっている。このスプリングフィールド大学の学生食堂では、栄養についての情報、食事の専門的なアドバイス、健康とウエルネスのための季節の話題等を提供している。